# Nyheter Idag
Nyheter Idag är en svenskspråkig webbtidning som grundades i februari 2014 av Chang Frick och Jakob Bergman. Nyhetsrapporteringen är inriktad på "politik, skvaller, sociala medier samt utrikesnyheter". Sajten uppger sig vila på både en libertariansk och en liberalkonservativ grund. Nyheter Idag betecknar sig som oberoende utan någon direkt koppling till någon politisk organisation. I april 2024 uppgav tidninge  att den gjorde uppehåll i verksamheten.
Nyheter Idag har återkommande betecknats som högerpopulistisk och/eller invandringskritisk, både i forskning och i media.
Webbtidningen är ansluten till det pressetiska systemet.

## Historik

### Bildande
Nyheter idag hör till de alternativa medierna och bildades 2014, då som en ideell organisation. Domännamnet Nyheter Idag registrerades ursprungligen av Kent Ekeroth, då riksdagsledamot för Sverigedemokraterna (SD). I en mejlkonversation under valåret 2014 mellan SD:s pressekreterare Martin Kinnunen och chefredaktören Chang Frick uttryckte Frick ett intresse av att framställa Nyheter Idag oberoende från SD men även som experter på SD. Frick angav då att "Vi är ju inte ute efter att försöka sänka eller göra skada (det tror jag ni förstår)" men sade samtidigt att tidningen kunde vinna på hans förslag. Frick sade 2017 i Expressen att Nyheter Idag hade beslutat att inte bli någon "megafon" åt SD. Trots detta har sajten återkommande betecknats som högerpopulistisk och/eller invandringskritisk, både i forskning och i media.
TT Nyhetsbyrån omnämnde i augusti 2015 sajten som främlingsfientlig. Dagens Nyheters redaktionschef Caspar Opitz benämnde i januari 2016 Nyheter Idag som en "högerpopulistisk hatsajt". Tidningen Journalisten omnämnde sajten i januari 2016 som "högerextrem/alternativsajt". Det var samtidigt som sajten hade flest aktiva användare, 4 380. Därefter minskade antalet aktiva användare med mer än hälften under året.
Sedan 2017 krävs inloggning för aktiva användare. Samma år beskrev tidskriften Expo att sajten kan inordnas inom gruppen "högerpopulistiska och högerextrema alternativmedia". Expo skrev 2017 också att just Nyheter Idag var den nyhetssajt som kanske var svårast att få in i mallen, men valde ändå att räkna in den eftersom den ansågs hålla sig till samma tematik som de övriga medierna i kategorin. Enligt Expo tillhörde sajten 2017 i viss mån också de antimuslimska medierna. I mars 2017 beskrev TT sajten som "svårare att placera än många andra 'alternativa' nättidningar". TT refererade Kristoffer Holts beskrivning av den som "något mer nyanserad" och hänvisade till "medieforskares" beskrivning av den som "en alternativ sajt med en hel del kritik mot invandring och traditionella medier".
I januari 2018 publicerade tidskriften Filter en uppgift som gjorde gällande att Nyheter Idag då hade 800 000 unika besökare i månaden, vilket gjorde sajten till en av Sveriges 20 största nyhetssajter.

### Kopplingar till Sverigedemokraterna
Expressen uppgav 2017 att Nyheter Idag var en av Sverigedemokraternas viktigaste mediekanaler. Intern mejlkonversation, som Expressen tagit del av, visade att Sverigedemokraterna skulle ha betalat Nyheter Idag för att publicera negativa nyheter om den tidigare SDU-ledningen. Grundaren Frick förnekade Expressens uppgifter att Nyheter Idag skulle ha mottagit betalning för att publicera negativa nyheter om den tidigare SDU-ledningen liksom att sajten skulle avhålla sig från rapportera nyheter som skulle skada partiet. Banden till Sverigedemokraterna upphörde enligt grundaren Frick då Kent Ekeroth, som ursprungligen registrerade publikationens webbplats, och Frick direkt efter starten av verksamheten gick skilda vägar. Frick uppgav i en intervju med Sveriges Radios program Medierna att varken Nyheter Idag eller han själv sedan dess haft någon koppling till Ekeroth.

## Verksamhet
Sajtens grundare Chang Frick har ett förflutet som politiskt aktiv i Sverigedemokraterna. Domännamnet registrerades av Kent Ekeroth (SD). Nättidningen finansieras i huvudsak av prenumerationer och enstaka större donationer från privatpersoner. Den drevs ursprungligen ideellt, men drivs sedan 2017 kommersiellt. Ursprungligen ägdes ägarbolaget ensam av Ilan Sadé, tidigare partiledare för Medborgerlig samling, senare har även Frick mantlat rollen som delägare tillsammans med Sadé i moderbolaget Davka Förvaltning AB.

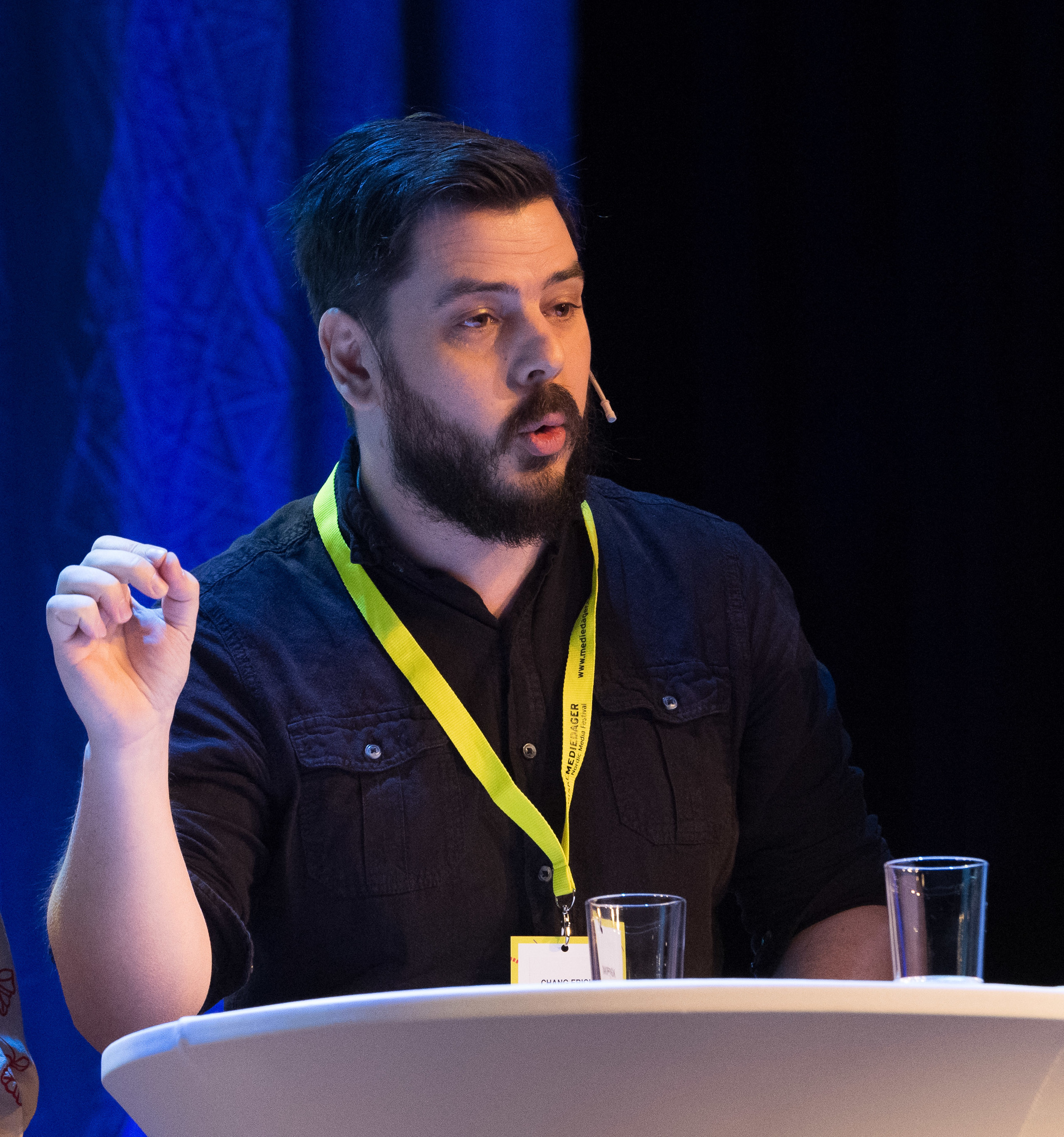
Chang Frick talar på Nordiska Mediadagarna 2019 i Bergen i Norge

År 2014 publicerades cirka 750 artiklar på sajten, följt av cirka 1 200 året därpå.  Därefter sjönk antalet till omkring 800 för att återigen öka till strax över 1 000 artiklar under 2017.
Utöver artiklar av grundarna Chang Frick och Jakob Bergman har Nyheter Idag även publicerat artiklar och krönikor av bland andra författarna Katerina Janouch, Johannes Nilsson, Ann Heberlein, Researchgruppens Mathias Wåg och polisen Peter Springare.
Lokalpolitikern Markus Allard arbetade tidigare som journalist för Nyheter Idag. Robert Mathiasson, tidigare partiledare för Kommunistiska partiet, blev 2020 krönikör för tidningen.
Den 1 april 2024 meddelades på tidningens hemsida att den kommer att göra ett uppehåll i verksamheten.